# Vito Ippolito
Vito Ippolito (Monopoli, 3 febbraio 1952) è un dirigente sportivo italiano naturalizzato venezuelano, presidente della Federazione Internazionale di Motociclismo dal 2006 al 2018.

## Biografia
Figlio dell'imprenditore sportivo Andrea Ippolito, è (nato a Monopoli il 3 febbraio 1952) ed è emigrato in Venezuela con la famiglia all'età di due anni, è laureato in filosofia all'Università degli Studi di Firenze, ha tre figlie (Rosita, Natalia e Valeria). Nel 1982 è stato uno dei fondatori e giocatore del Caracas-Yamaha (attualmente Caracas FC), squadra di calcio che sotto la sua direzione è arrivata dalle categorie inferiori fino alla serie A venezolana.
Alla morte del padre nel febbraio del 1983, ha preso le redini come direttore sportivo della scuderia Venemotos-Yamaha, con il cui pilota venezuelano Carlos Lavado vinse nella classe 250 il motomondiale 1983 e 1986. La squadra fondata nel 1964 è la più antica nel mondo tra quelle private (tutt'oggi impegnata nella velocità e nel motocross in Sud America e diretta dal fratello Claudio). Con questa squadra Johnny Cecotto fu campione mondiale nel 1975 nella classe 350cc e nel 1978 nella classe 750 Formula FIM.
È stato membro della FIM Road Racing Commission dal 1984 al 1990. Inoltre, è stato presidente dell'ULM (Union Latino-Americana de Motociclismo, fondata nel 1974 dal padre Andrea) dal 1984 al 1998. Dal 1992 al 2006 è presidente della Federacion Motociclistica de Venezuela. 
Membro del Consiglio della Federazione Internazionale di Motociclismo dal 1990 e in seguito Presidente Vicario dal 1997 è stato eletto nel 2006 presidente al Congresso di Salvador de Bahia, succedendo all'italiano Francesco Zerbi.
È rieletto presidente nel 2010 a Macao e nel 2014 a Jerez de La Frontera, fino al 2018. Vito Ippolito è stato il primo presidente non europeo della FIM dall'anno della sua fondazione, nel 1904.